# محمد بزي
محمد بزي (بالإنجليزية: Mohamad Bazzi)‏ هو صحفي لبناني أمريكي،  ولد في بيروت، وهو رئيس مكتب الشرق الأوسط السابق في نيوزداي وعضو هيئة التدريس الحالية في جامعة نيويورك، وهو حاليًا زميل أقدم مساعد لدراسات الشرق الأوسط في مجلس العلاقات الخارجية.
أثناء تواجده في Newsday غطى محمد بزي الشرق الأوسط وأفغانستان وباكستان، حيث ركز على الحركات الإسلامية المسلحة والسياسة الإقليمية والحرب على الإرهاب. وكان الكاتب الرئيسي في نيوزداي عن حرب العراق وما تلاها، كما غطى الانتفاضة الفلسطينية عام 2000، والحرب في أفغانستان، وحرب لبنان 2006.

## حياته
غادر بزي مسقط رأسه لبنان إلى الولايات المتحدة في عام 1985، وبدأ حياته المهنية في مجال الصحافة في الكتابة في المدارس المتوسطة لصحف المجتمع في كوينز، وكطالب في المدرسة الثانوية، كتب أكثر من 30 قصة لمجلة New Youth Connections (الآن YCteen )  وأصبح مواطناً أمريكياً في عام 1994، حيث لعبت خلفيته في الشرق الأوسط ولغته العربية دورًا مهمًا في مسيرته السريعة في الصحافة، تخرج بزي مع مرتبة الشرف في عام 1997 من جامعة ولاية نيويورك، أصبح بزي كاتبا في Newsday في عام 1998.

## جوائز
- جائزة آرثر روس لعام 2008 لتقاريرها وتحليلاتها المتميزة حول الشؤون الخارجية من الأكاديمية الأمريكية للدبلوماسية
- جائزة الأكاديمية الأمريكية للدين لعام 2008 لتقاريره المتعمقة عن الدين
- جائزة اليزابيث نوفر التذكارية لعام 2005 من جمعية مراسلي الأمم المتحدة
- جائزة تحليل الأخبار لعام 2004 من جمعية السيلوريين في نيويورك
- جائزة جيمس آرونسون لعام 2004 لصحافة العدالة الاجتماعية من كلية هانتر
- الميدالية الفضية لعام 2003 من جمعية مراسلي الأمم المتحدة
- جائزة دانيال بيرل لعام 2002 لتقاريره المطبوعة المتميزة عن جنوب آسيا، من رابطة الصحفيين في جنوب آسيا.[4]

## وصلات خارجية
- محمد بزي على موقع IMDb (الإنجليزية)

- أرشيف العمود في الأمة
- مرات الظهور على سي-سبان
- محمد بزي على موقع Charlie Rose
- محمد بزي في قاعدة بيانات الأفلام على الإنترنت
- محمد بزي، زميل مساعد أقدم في دراسات الشرق الأوسط، مجلس العلاقات الخارجية
- CUNY BA وتقارير الصحفيين الحائز على جائزة من اسلام اباد، جلال اباد، كابول، جويس كابلان، CUNY، فبراير 2002
- 2008 جائزة آرثر روس للتقارير المتميزة وتحليل الشؤون الخارجية، الأكاديمية الأمريكية للدبلوماسية
- 2009 كلمة رئيس الجامعة في البكالوريا في مدينة نيويورك: محمد بزي، جامعة ولاية نيويورك